# 엑테니니온과
엑테니니온과(Ecteniniidae)는 트라이아스기 남미에 살았던 키노돈트이다. 엑테니니온과는 달리기에 적합한 체구를 가진 최초의 단궁류이다. 또 큰 크기로도 유명하다.